# Alina Kowalska-Pińczak
Alina Kowalska-Pińczak (ur. 10 czerwca 1948 w Bydgoszczy) – polska dyrygentka, teoretyk muzyki, logopeda i pedagog.

## Życiorys
Urodziła się w rodzinie Mieczysława Kowalskiego (1913–1995), organisty i kompozytora, i Wandy z domu Szymkiewicz. Siostra Danuty i Lucyny. W 1967 ukończyła Państwowe Liceum Muzyczne w Bydgoszczy, następnie Wydział Kompozycji i Teorii Muzyki Państwowej Wyższej Szkoły Muzycznej w Gdańsku (1972) oraz Wydział Wokalno-Aktorski Akademii Muzycznej we Wrocławiu (dyplom z wyróżnieniem w 1990). Jest profesorem sztuk muzycznych (tytuł otrzymała 12 grudnia 2001) oraz doktorem nauk humanistycznych (stopień ten w zakresie surdologopedii uzyskała na Wydziale Humanistycznym Uniwersytetu Marii Curie-Skłodowskiej w Lublinie w 1980). Od 1972 pracuje na Akademii Muzycznej w Gdańsku (w latach 1999–2005 była dziekanem Wydziału Teorii Kompozycji i Teorii Muzyki, w latach 2006–2015 kierownikiem Zakładu Kształcenia Słuchu Instytutu Teorii Muzyki a od 2015 jest kierownikiem Katedry Dyrygentury Symfoniczno-Operowej na Wydziale Dyrygentury, Kompozycji i Teorii Muzyki). Współtwórczyni Zespołu Muzyki Dawnej Cappella Gedanensis (1981). Dyrektor artystyczny tego zespołu (od 1992, w którym otrzymał on status instytucji kultury Miasta Gdańska).

## Ordery i odznaczenia
- Krzyż Kawalerski Orderu Odrodzenia Polski (5 grudnia 2005)[3]
- Srebrny Krzyż Zasługi (21 września 2001)[4]
- Brązowy Medal „Zasłużony Kulturze Gloria Artis” (28 sierpnia 2007)[5]
- Medal Komisji Edukacji Narodowej (2002)

Źródło:.

## Nagrody
- Nagroda Miasta Gdańska w Dziedzinie Kultury (1993)[6]
- Pomorska Nagroda Artystyczna za całokształt twórczości (1998)[7]
- Nagroda Prezydenta Miasta Gdańska w Dziedzinie Kultury z okazji 25-lecia Zespołu Muzyki Dawnej Cappella Gedanensis (2006)[8]
- Nagroda Prezydenta Miasta Gdańska w Dziedzinie Kultury z okazji 30-lecia działalności Cappelli Gedanensis (2022)[8]